# Borkum (Schiff, 2022)
Die Britoil Guardian ist ein Bergungsschlepper, der zukünftig unter dem Namen Borkum der Deutschen Marine zur Verfügung stehen soll. Ihre Hauptaufgabe besteht im Schleppen und Bergen von Seefahrzeugen und der Hilfeleistung in See.

## Geschichte
Gebaut wurde das Schiff bei Guangdong Yuexin Ocean Engineering in China unter der Baunummer YX3252S. Die Werft wurde unter diesem Namen erst 2000 gegründet und ist auf den Bau von Ankerziehschleppern spezialisiert. Der Schlepper wurde am 4. Juli 2015 auf Kiel gelegt und am 18. November 2022 an Britoil Offshore Services abgeliefert. Der Schlepper wurde unter der Flagge Singapurs in Fahrt gesetzt. Ursprünglich war vorgesehen, den Schlepper unter dem Namen Coral Guardian als Notschlepper am Great Barrier Reef einzusetzen, wo er im Falle einer Havarie eines Schiffes das Riff hätte schützen können. Hierfür wurde der Schlepper Ende Dezember 2022 umbenannt und unter die Flagge Tuvalus gebracht. Bereits im April 2023 wurde er allerdings wieder als Britoil Guardian unter die Flagge Singapurs gebracht.
2024 erwarb das Bundesamt für Ausrüstung, Informationstechnik und Nutzung der Bundeswehr das Schiff. Es soll im September 2024 zur Übergabe an die Deutsche Marine eintreffen. Im Oktober 2024 soll die offizielle Indienststellung erfolgen. Wegen Umrüstungserfordernissen ist für Sommer 2025 eine Werftliegezeit vorgesehen.

## Hintergrund
Die beiden letzten verbliebenen Bergungsschlepper der Wangerooge-Klasse der Deutschen Marine (Wangerooge und Spiekeroog) sind beide Baujahr 1966 und haben das Ende ihrer Nutzungsdauer erreicht. Insofern braucht die Deutsche Marine Ersatz. Um diesen schnell zu beschaffen, wurde beschlossen, keine Neubauten zu beauftragen, sondern als Interimslösung für mindestens sechs Jahre bis zum Zulauf eines möglichen Nachfolgesystems am Markt verfügbare Kapazitäten zu erwerben. Hierzu stellte der Haushaltsausschuss des deutschen Bundestages 2022 24 Mio. EUR bereit. Mit diesem Geld sollte das Bundesamt für Ausrüstung, Informationstechnik und Nutzung der Bundeswehr zwei gebrauchte Bergungsschlepper erwerben, die in der Lage sein sollten, „Schiffe mit einer Volllast von bis zu 21.000 Tonnen im Seegebiet A3 bis zum sicheren Hafen zu schleppen“. Die Rügen ist das erste der beiden Schiffe aus dieser Beschaffung.

## Technische Daten
Die Borkum ist rund 69 m lang, 16 m breit und hat einen Tiefgang von circa 5 m. Sie wird dieselelektrisch von zwei Elektromotoren mit jeweils 2900 kW Leistung angetrieben, die auf zwei Propellergondeln wirken. Für die Stromerzeugung stehen drei Caterpillar-Dieselmotoren des Typs 3516C mit jeweils 2100 kW Leistung zur Verfügung. Zusätzlich verfügt der Schlepper über zwei von Caterpillar-Dieselmotoren des Typs C18 mit jeweils 550 kW Leistung angetriebene Hilfsgeneratoren sowie einen von einem Cummins-Dieselmotoro des Typs 6CT8.3-DM mit 110 kW Leistung angetriebener Notgenerator. Das Schiff ist mit zwei elektrisch mit jeweils 560 kW Leistung angetriebenen Bugstrahlrudern des Typs Schottel STT FP ausgestattet.
Die Borkum ist mit einem dynamischen Positioniersystem vom Typ K-POS DP-21 von Kongsberg ausgestattet sowie mit einem speziellen Radar zur Ölverschmutzungserkennung. Für die Feuerbekämpfung verfügt das Schiffe über zwei Löschmonitore mit 2100 m³/h Leistung. Die Decksaufbauten sind im vorderen Bereich des Schiffes angeordnet. An Bord können 35 Personen untergebracht werden, für die acht Einzel-, zwölf Doppel- und eine Dreibettkabine zur Verfügung stehen. Hinter den Decksaufbauten befindet sich ein circa 358 m² großes offenes Arbeitsdeck, das mit 7 t/m² belastet werden kann. Insgesamt können auf dem Arbeitsdeck 750 t Material, Geräte usw. befördert werden. Im Bereich des Arbeitsdecks befindet sich ein Arbeitskran mit einer Kapazität von 6 Tonnen. Das Schiff verfügt über einen Pfahlzug von 100 Tonnen.